# Kōichi Dōmoto
Kōichi Dōmoto (堂本 光一?, Dōmoto Kōichi; Ashiya, 1º gennaio 1979) è un cantautore, personaggio televisivo e attore giapponese.
Insieme a Tsuyoshi Dōmoto, con il quale non è parente, dal 1991 è membro del gruppo KinKi Kids, un duo associato alla Johnny & Associates.

## Discografia

### Album studio
- 2006 - mirror
- 2010 - BPM
- 2012 - Gravity
- 2015 - Spiral

### Colonne sonore
- 2006 - Koichi Domoto Endless Shock Original Sound Track